# Varga Zoltán (labdarúgó, 1945)
Varga Zoltán (Vál, 1945. január 1. – Budapest, 2010. április 9.) magyar olimpiai bajnok labdarúgó, csatár, labdarúgóedző, a Ferencvárosi TC örökös bajnoka. 1977-ben elvégezte a kölni labdarúgó edzőképző főiskolát; a Győri ETO FC szakmai igazgatója volt, majd Aszódon edző.

## Játékos-pályafutása

### A Ferencvárosban
A Ferencvárosban kezdte profi karrierjét. A nagycsapatban 1961-1968 között játszott, amely időszak a klub második világháború utáni történelmében az egyik legsikeresebb volt. Varga 135 mérkőzésen lépett pályára, 53 gólt lőve. A klub bajnok lett az 1962-63-as, 1964-es, 1967-es és 1968-as NB I-es idényben is.
Ezekben az években a Fradi, mint Európa egyik legjobb klubcsapata, sorozatban bejutott a Vásárvárosok kupája nevű, nagy európai klubcsapatoknak rendezett nemzetközi tornára is. Mai utódja az Európa-liga.
Az 1962–63-as idényben az elődöntőig jutottak Vargával a sorban, majd két évre rá, 1964-65-ben megnyerték azt. A siker nem szakadt meg, 1967–68-ban a másodikok lettek. Mivel a mexikói olimpián Varga elhagyta az országot, így lezárult sikeres korszaka a Ferencvárosnál. Többé játékosként magyar klubban nem játszott.

### A Herthában
Disszidálását követően a nemzetközi futballszövetség automatikusan két év eltiltással sújtotta, mely idő alatt előbb a belga Standard Liège (1968-1969), majd később az akkor német elsőosztályú Hertha BSC keretével edzett, utóbbi csapat színeiben tért vissza a pályára is 1970-ben. Első aktívan végigfutballozott idényében meghatározó tagja volt csapatának, a berliniek a harmadik helyig jutottak végül. Az utolsó meccsen már "tét nélkül" léptek pályára a bundabotrányban főszerepet játszó, több másik meccset is megvásároló Arminia Bielefeld ellen, akik megpróbálták megvesztegetni a Hertha több játékosát is.
Vargát a csapat több másik tagjához hasonlóan emiatt az 1-0 arányban elveszített meccs miatt tiltották el fél évvel később 1974. június 20-ig. A német labdarúgó-szövetség 1972 nyarán engedélyezte számára – és hozzá hasonlóan több másik eltiltott játékos számára – a külföldre igazolást. Varga a skót FC Aberdeenben folytatta pályafutását. Herthás korszakában akadt össze először későbbi edzőjével, Otto Rehhagellel, aki akkoriban a Kaiserslautern hátvédje volt. Rehhagel több ízben is mind verbálisan, mind durva szabálytalanságokkal provokálta Vargát, Varga Bocsák Miklós 1997-es könyvében olvasható elbeszélése szerint amikor emiatt utólag kérdőre vonta Rehhagelt, az Lóránt Gyulára, a Kaiserslautern akkori magyar edzőjére, az Aranycsapat korábbi tagjára hivatkozott, aki erre a viselkedésre biztatta, mondván Varga gyenge idegzetű karakter, és biztosan sikerült tönkretenni a játékát, ha ilyen nyomás alá helyezik.

### Az Aberdeen FC-ben
Az 1972–1973-as idényben 31 meccsen 15 gólt szerzett.

### Az Ajaxban
A csapatban 13 válogatott játékos volt, akik készültek az 1974-es világbajnokságra, így mindössze 12 meccsen szerepelt és 2 gólt rúgott. Ennek ellenére a holland vezetők nagyon elégedettek voltak vele. Vargát lenyűgözte az akkori holland közeg, amit mi sem igazol jobban, hogy Johnny Rep és mások amiben tudtak, segítettek Vargának, hogy be tudjon illeszkedni a csapatba. Többek közt ezért is sajnálta végül, hogy Németországba távozott.

### A Borussia Dortmundban
Varga az 1971-es bundabotrányhoz kapcsolódó eltiltása után 1974-ben térhetett vissza Nyugat-Németországba, ahol a 9 évvel korábban még KEK-győztes, ám 1972 óta csak a másodosztályban szereplő Borussia Dortmund szerződtette. Első dortmundi idényében 25 bajnoki mérkőzésén négy gólt szerzett, a csapat pedig a hatodik helyen végzett. Egy évvel később már sikerült a feljutás, a csapat a második helyen zárta az idényt, és osztályozóval visszakerült a Bundesligába. Varga ebben az idényben 26 mérkőzésen hatszor volt eredményes, és játszott a Nürnberg ellen sikerrel megvívott osztályozó második, 3-2-re megnyert mérkőzésén is.
Mindeközben azonban folyamatosak voltak a nézeteltérések a csapat és edzői között, elsőosztályú működését így új szakvezető, Otto Rehhagel irányításával kezdte meg a csapat, aki nem adott lehetőséget Vargának, egyrészt a korábbi edzők elmozdításában játszott szerepe, másfelől Varga játékstílusáról alkotott véleménye miatt. Varga maradni szeretett volna, de lehetőséget egyszer sem kapott, így fél év múltán az FC Augsburg másodosztályú együtteséhez távozott. Dortmundi időszakának emlékezetes pillanata volt a "Zoltán galambfogásaként" az utókorra maradt esemény, mikor is egy a pályán repkedő galambot Varga puszta kézzel fogott meg, és vitt ki a pályáról.

### A KAA Gentben
1977

### A válogatottban
1964 és 1968 között 12 alkalommal szerepelt a válogatottban és 2 gólt szerzett. Az 1964-es spanyolországi Európa-bajnokságon bronzérmet szerző csapat tagjaként debütált a válogatottban. 1966-ban részt vett az angliai világbajnokságon, de sérülése miatt nem léphetett pályára.
1964-ben a tokiói olimpián aranyérmet szerzett csapat tagja. Négyszeres olimpiai válogatott. Az 1968-as mexikóvárosi olimpián is a keret tagja volt, de a mérkőzések megkezdése előtt elhagyta az olimpiai tábort és nem tért vissza Magyarországra.

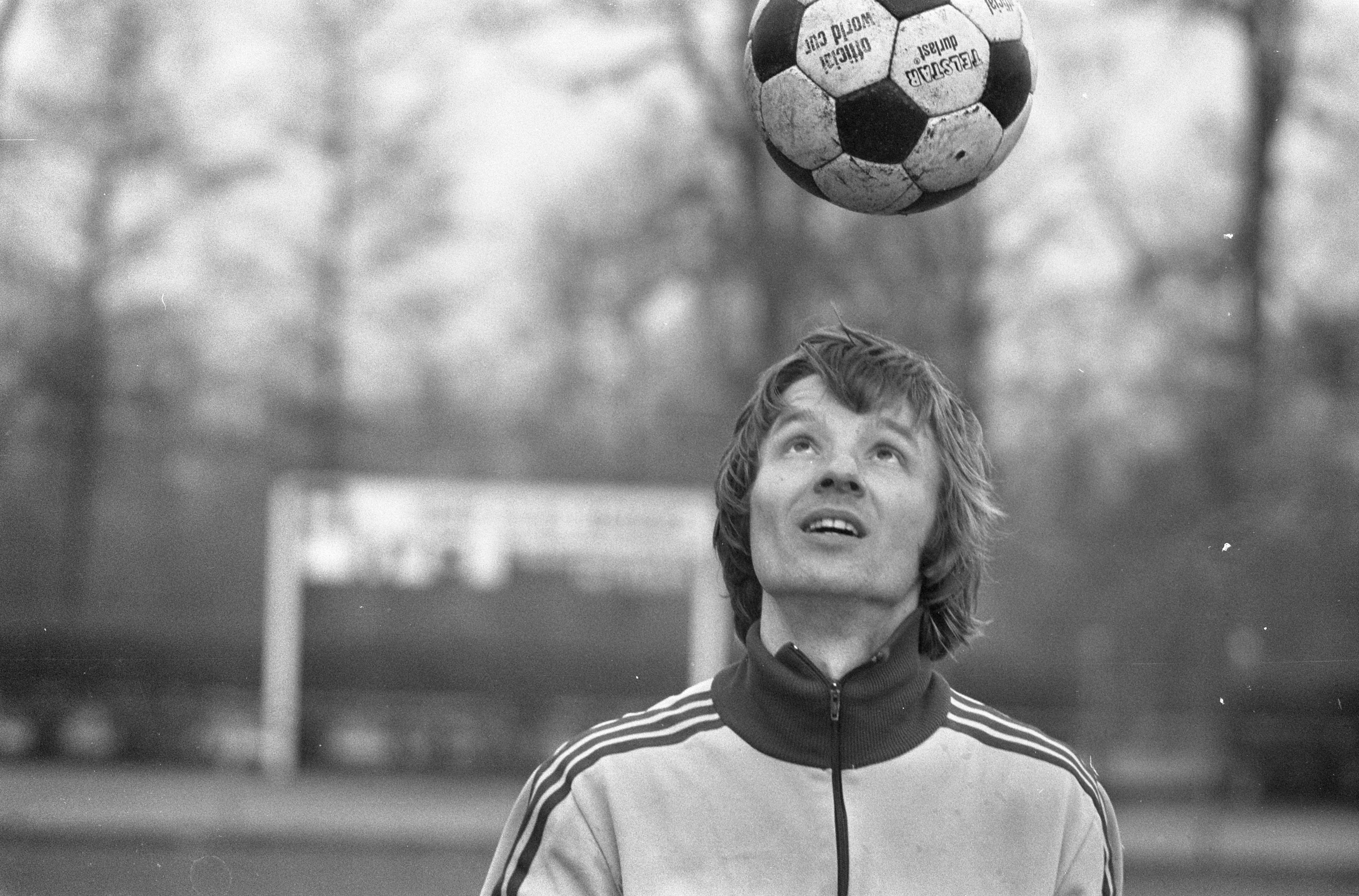
Varga Zoltán és a labda (1974)

Sokan mondták nekem, hogy hiányzik belőlem a kompromisszumra való hajlandóság. Én belátom, hogy bennem nincs elég kompromisszumkészség, pedig kellene. De amikor ezen gondolkodom, mindig eszembe jut, hogy nem is lesz. Gyerekkoromban elromlott bennem valami. Van egy részem, ami nem működik, és ez vesztemre van. Soha nem tudtam hazudni. Nem tennék olyat, amivel nem értek egyet, mert nem tudnék aludni: egy perc nyugalmam nem lenne azután. Én a rosszra soha nem fogom azt mondani, hogy jó. És azt sem hiszem, hogy a távolabbi célokhoz hazugságokon és jellemtelenségen keresztül vezetne az út. Én ezért maradtam fiatal, ahogyan sokan mondják: olyan, mint egy kisgyerek. Ez egyfajta naivitással is együtt jár. Életem során sokan becsaptak emiatt, de nem bántam meg semmit. Lehetett volna könnyebb az életem, de ha tükörbe nézek, azt látom: az én szemem mindig nevet...

### Edzői pályafutása
- 1978-1980 BV Brambauer (játékos-edző)
- 1981       Preußen Münster
- 1983       MTV Ingolstadt
- 1991-1993  MSV München
- 1996-1997  Ferencváros
- 1997       Kispest-Honvéd
- 1998-1999  Dunaferr (NB II)
- 2000       Diósgyőr FC
- 2001-2002  Győr
- 2003       Szakmai igazgató (Győri ETO)
- Rövid ideig Aszód FC

## Halála

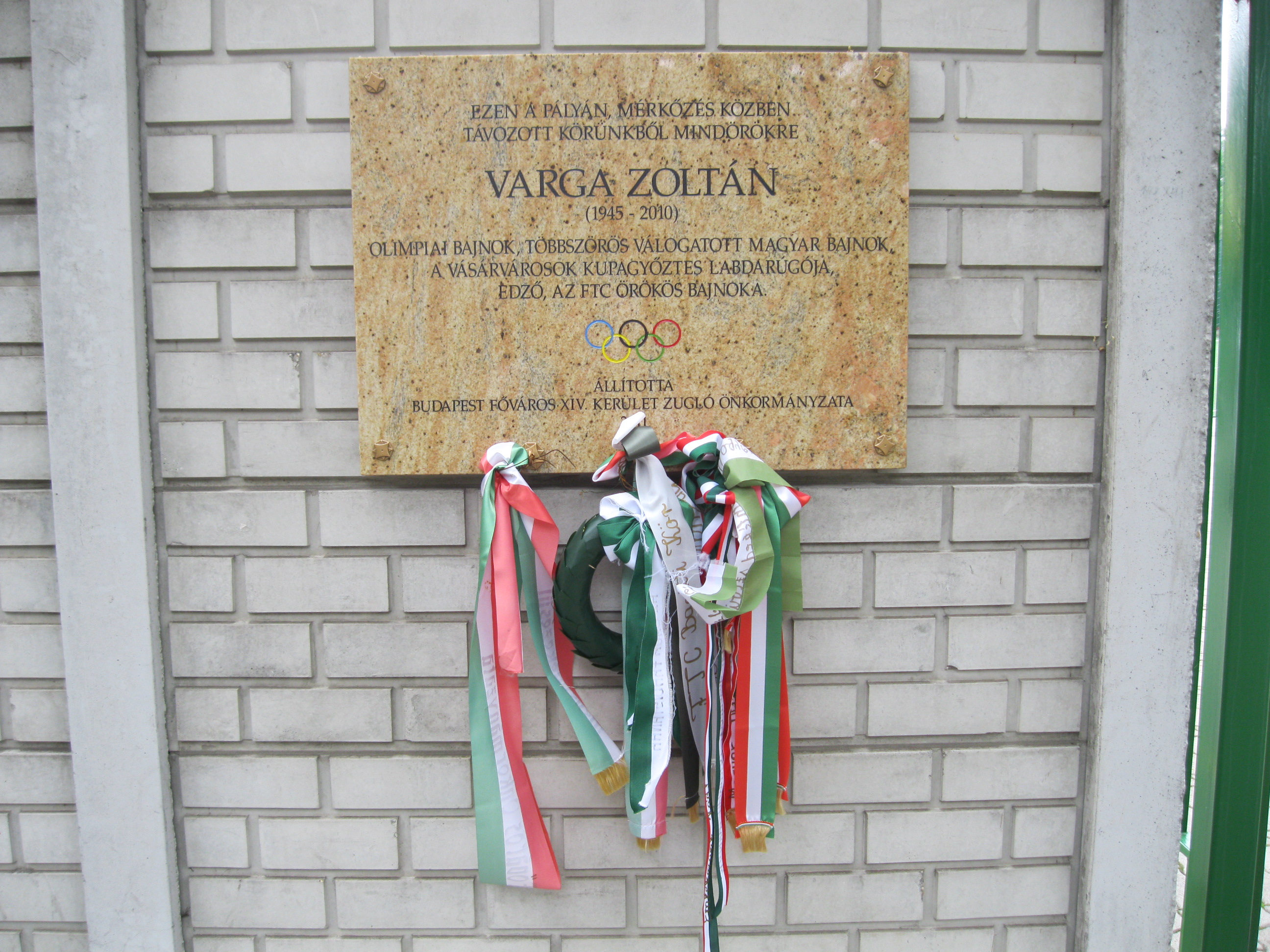
Emléktáblája a XIV. kerületi Kövér Lajos utca 5. szám alatt (Danuvia-pálya)

2010. április 9-én este a Danuvia-pályán megrendezett öregfiúk-meccsen, játék közben esett össze. A mérkőzést az old boys-bajnokság másodosztályának keleti csoportjában játszották, Varga Zoltán a Merkapt SE labdarúgócsapatában futballozott. Rosszulléte miatt megszakadt a mérkőzés, és a helyszínre kiérkező mentők már nem tudtak rajta segíteni.

## Sikerei, díjai

### Klubcsapatokkal
- Ferencváros:
  - Magyar bajnok (4): 1962–1963, 1964, 1967, 1968
  - Magyar bajnoki ezüstérmes (2): 1965, 1966
  - Magyar bajnoki bronzérmes (2): 1961–1962, 1963 ősz
  - Magyar Népköztársaság-kupa-döntős (1): 1966
  - Vásárvárosok kupája-győztes (1): 1964–1965
  - Vásárvárosok kupája-döntős (1): 1967–1968

- Hertha BSC:
  - Német bajnoki bronzérmes (1): 1970–1971

- AFC Ajax:
  - Holland bajnoki bronzérmes (1): 1973–1974

### Válogatottal
- Magyarország:
  - Olimpiai bajnok (1): 1964
  - Európa-bajnoki-bronzérmes (1): 1964

### Vezetőedzőként
- Magyar bajnoki bronzérmes: 1996–1997

### Egyéb
- Budapest díszpolgára (2015) /posztumusz/[9]

## Statisztika

### Mérkőzései a válogatottban
| Magyarország | Magyarország         | Magyarország                  | Magyarország | Magyarország | Magyarország  | Magyarország       | Magyarország | Magyarország |
| #            | Dátum                | Helyszín                      | Hazai        | Eredmény     | Vendég        | Kiírás             | Gólok        | Esemény      |
| ------------ | -------------------- | ----------------------------- | ------------ | ------------ | ------------- | ------------------ | ------------ | ------------ |
| 1.           | 1964. június 20.     | Barcelona, Camp Nou (ESP)     | Magyarország | 3 – 1        | Dánia         | NEK 3. helyért     | -            |              |
|              | 1964. október 11.    | Tokió, Olimpiai stadion (JPN) | Magyarország | 6 – 0        | Marokkó       | olimpiai B csoport | -            |              |
| 2.           | 1965. május 5.       | London, Wembley Stadion       | Anglia       | 1 – 0        | Magyarország  | barátságos         | -            |              |
| 3.           | 1966. május 8.       | Zágráb, Maksimir Stadion      | Jugoszlávia  | 2 – 0        | Magyarország  | barátságos         | -            |              |
| 4.           | 1966. szeptember 7.  | Rotterdam, Feijenoord Stadion | Hollandia    | 2 – 2        | Magyarország  | Eb-selejtező       | -            |              |
| 5.           | 1966. szeptember 21. | Budapest, Népstadion          | Magyarország | 6 – 0        | Dánia         | barátságos         | 1            | 83'          |
| 6.           | 1966. szeptember 28. | Budapest, Népstadion          | Magyarország | 4 – 2        | Franciaország | barátságos         | -            |              |
| 7.           | 1967. április 23.    | Budapest, Népstadion          | Magyarország | 1 – 0        | Jugoszlávia   | barátságos         | -            |              |
| 8.           | 1967. szeptember 6.  | Bécs, Práter-stadion          | Ausztria     | 1 – 3        | Magyarország  | barátságos         | 1            | 68'          |
| 9.           | 1967. szeptember 27. | Budapest, Népstadion          | Magyarország | 3 – 1        | NDK           | Eb-selejtező       | -            |              |
| 10.          | 1967. október 29.    | Lipcse, Zentralstadion        | NDK          | 1 – 0        | Magyarország  | Eb-selejtező       | -            |              |
| 11.          | 1968. május 4.       | Budapest, Népstadion          | Magyarország | 2 – 0        | Szovjetunió   | Eb-selejtező       | -            |              |
| 12.          | 1968. május 11.      | Moszkva, Lenin-stadion        | Szovjetunió  | 3 – 0        | Magyarország  | Eb-selejtező       | -            |              |
|              | Összesen             |                               |              | 12           | mérkőzés      |                    | 2            | gól          |

## Kötetei
- Valahogy mindig félúton; Apriori International, Bp., 2008
- Valahogy mindig félúton; szerk. Bugya István; Püski, Bp., 2008

## Emlékezete
2013 októberében azt a sportpályát, ahol a halál érte, Varga Zoltán Sportpályának nevezték el.